# Hi-Rez Studios
Hi-Rez Studios es una publicadora de videojuegos independiente de propiedad privada con sede en Alpharetta, Georgia. La compañía fue fundada en 2005 por Erez Goren y Todd Harris, y lanzaron su primer juego, Global Agenda, el 1 de febrero de 2010. Son, quizás, mejor conocidos por ser los desarrolladores de Global Agenda, Smite, Tribes Ascend, Paladins, Realm Royale y Rogue Company.

## Acerca de
El éxito de anteriores empresas le permitió a Erez Goren convertir su hobby de juego en la nueva empresa que es ahora Hi-Rez Studios. El estudio se sembró con veteranos de la industria de los juegos incluidos principales contribuyentes de títulos como City of Heroes, The Elder Scrolls IV: Oblivion, y Call of Duty.
El estudio cuenta con 65 empleados en un centro de desarrollo a las afueras de Atlanta, Georgia en el suburbio norte de Alpharetta. El estudio incluye estaciones de trabajo de juegos de alta gama con lo último en hardware y software, un estudio de captura de movimiento moderno, y una zona de recreo interior/exterior con instalaciones de comedor.

## Juegos desarrollados

### Global Agenda
Global Agenda es un juego de equipo en línea de Hi-Rez Studios desarrollado utilizando Unreal Engine 3. El juego fue lanzado el 1 de febrero de 2010. En abril de 2011, Global Agenda fue relanzado como un juego free-to-play, introduciendo Agentes Elite y Gratuitos junto con una tienda de efectivo con puntos Agenda.

### Tribes: Ascend
Tribes: Ascend es un videojuego de disparos en primera persona multijugador (MMOFPS) free-to-play y es parte de la franquicia Tribes. Fue anunciado por Hi-Rez Studios el 11 de marzo de 2011 en PAX East, lanzado el 12 de abril de 2012, y mantenido hasta julio del 2013. Está disponible como descarga digital para Windows, aunque Hi-Rez Studios no han descartado la posibilidad de una versión para Xbox 360 o PlayStation 3 en el futuro. Algunos aspectos de los juegos anteriores, como las mochilas propulsoras y el esquí aparecen en el juego.

### Smite
Smite es un juego del género Videojuego multijugador de arena de batalla en línea free-to-play. Los jugadores pueden elegir entre una selección de dioses míticos, unirse a arenas de combate basadas en sesiones, y usar poderes personalizados y tácticas de equipo contra dioses controlados por otros jugadores y súbditos controlados por el computador. Hi-Rez Studios anuncio el juego por primera vez el 21 de abril de 2011 en PAX East. Su periodo de beta cerrada el 31 de mayo de 2012 y su beta abierta el 24 de enero de 2013. El juego fue lanzado oficialmente el 25 de marzo de 2014.

### Paladins
Paladins es un juego hero shooter en primera persona Free to Play en el que 5 jugadores se enfrentan contra otros 5 jugadores en línea, cada uno con un personaje distinto y modificable, se encuentra en PC, XBOX One, Playstation 4 y Nintendo Switch.

### Realm Royale
Es un videojuego Free To Play del género Battle Royale, y se basa en el uso de clases por combatiente. Actualmente está disponible en Steam como también en PS4 como para XBOX ONE.

### Rogue Company
Rogue Company es un videojuego de disparos de acción táctica en tercera persona, con una variedad de personajes; cada uno con una serie de habilidades únicas. El juego enfrenta a 2 equipos de 4 jugadores entre sí por rondas. Se encuentra en PC, XBOX ONE, Playstation 4 y Nintendo Switch.
Otros juegos
Hi-rez ha desarrollado otros juegos como:
Smite Rivals que no salió. Éste era un juego de cartas para móvil similar a Clash Royal, pero con 3 pasillos y basado en el juego de Smite.
Jetpack Fighter que salió y estuvo un buen tiempo en el mercado. Éste era un juego de plataformas de alta velocidad con ataques deslizantes y progresión de equipamiento para móvil.
Hand of the Gods: Smite Tactics este salió y estuvo en el mercado hasta principios del 2020. Éste era un juego de estrategias por turnos de cartas en 3D basado en Smite.
Paladins Strike este también salió y aun estaba disponible hasta no hace mucho. Éste juego era una especie de versión de Paladins para móviles en vista aérea como un moba, un diferente sistema de personalización, una habilidad menos en los personajes y menos duración en los modos.
Smite Blitz este juego salió y no estuvo mucho en el mercado. Éste era es un RPG de acción basado en Smite.

## Controversia
Hi-Rez ha sido y es criticado por las comunidades de juego, sobre todo en relación con Tribes: Ascend, Paladins y Realm Royale. Mientras que los juegos en sí son generalmente alabados, el mantenimiento a largo plazo de las mismas por HiRez se cita a menudo como punto de falla importante. Hi-Rez cerro Tribes: Ascend hace tiempo, así como el cierre de sus foros oficiales en favor de deferir a los foros organizados por la comunidad y otras plataformas de medios sociales.